# Mil Tsurus
Senbazuru (千羽鶴) é um livro do escritor japonês Yasunari Kawabata, escrito entre 1949 e 1952. 
No Brasil, foi traduzido com os títulos Mil Tsurus (pela Estação Liberdade) e Nuvens de Pássaros Brancos (pela Nova Fronteira); em Portugal, ficou conhecido como Chá e Amor (pela Vega).
Este romance foi um dos três citados pelo comitê que concedeu o Prêmio Nobel de Literatura para Kawabata em 1968.

## Sumário
A cerimônia do chá é o palco deste livro de Kawabata ao retratar um Japão se reconstruindo após a Segunda Guerra Mundial. O autor resgata valores tradicionais do país ao descrever uma sociedade em transformação, assediada pelos valores ocidentais. 
Originalmente publicada em capítulos por revistas japonesas, Mil Tsurus é cheio de personagens intrigantes. Durante uma cerimônia do chá, o jovem Kikuji Mitani encontra duas amantes de seu falecido pai, envolvendo-se com as duas e iniciando um romance com uma delas, a viúva Ota. 
O passado desperta sentimentos conflituosos enquanto o autor comprova seu conhecimento da antiga cultura japonesa, enaltecendo sua importância.
O romance consiste em cinco capítulos, intitulados "Mil tsurus", "O pôr do sol no bosque", "Cerâmica Shino", "A marca de batom" e "A estrela dupla" (em tradução da Estação Liberdade, trecho do livro disponibilizado pela editora).
Kikuji, um funcionário de escritório de 28 anos de Tóquio, assiste à aula da cerimônia do chá da senhorita Chikako Kurimoto, com quem seu falecido pai teve um caso de curta duração. Ele ainda se lembra vividamente de um grande nevo no peito dela, que ele viu uma vez quando criança. Kikuji fica impressionado com a beleza de uma das alunas da senhorita Kurimoto, Yukiko Inamura, que carrega um furoshiki com um padrão dos mil tsurus do título do romance. A aula da cerimônia do chá também conta com a presença da senhora Ota, uma viúva de 45 anos e amante de longa data de seu pai, e sua filha Fumiko. A senhorita Kurimoto fala depreciativamente da Sra. Ota, enquanto ao mesmo tempo tenta despertar o interesse de Kikuji pela senhorita Inamura.
Kikuji e a senhora Ota passam uma noite apaixonada juntos, e Kikuji se pergunta se a Sra. Ota vê seu pai nele. Quando ela o visita novamente após uma longa pausa, ele descobre que sua filha Fumiko tentou impedi-la de conhecê-lo. Apesar de seu profundo sentimento de vergonha, ela dorme com Kikuji novamente. Tarde da noite, Fumiko liga para ele para dizer que sua mãe cometeu suicídio. Ele concorda em ajudar Fumiko a encobrir o suicídio de sua mãe para manter sua reputação.
A Srta. Kurimoto aparece repetidamente na casa de Kikuji, falando mal da Sra. Ota e ao mesmo tempo lembrando-o da Srta. Inamura. Kikuji, irritado com sua intromissão, responde que não está interessado na jovem. Fumiko lega a ele um pote de louça shino de sua mãe, e mais tarde uma tigela de chá shino, que supostamente carrega um traço irremovível do batom de sua mãe. Kikuji desenvolve um interesse em Fumiko, perguntando-se se ele vê sua mãe nela.
Quando Kikuji retorna de uma viagem ao Lago Nojiri, a senhorita Kurimoto traz a notícia de que tanto a senhorita Inamura quanto Fumiko se casaram com outro homem em sua ausência. Ele descobre que sua história era uma mentira quando Fumiko liga para ele para informá-lo de que ela começará um trabalho e se mudará para um apartamento mais distante dele. Fumiko o visita mais tarde naquela noite e insiste que a tigela de chá de sua mãe é de pouco valor e deve ser destruída. Kikuji coloca a tigela de chá de seu pai ao lado da da Sra. Ota, e ambos estão cientes de que essas foram as tigelas das quais seu pai e sua mãe beberam enquanto tinham seu caso. Fumiko eventualmente quebra a tigela de sua mãe em um prato de pedra. Mais tarde, Kikuji e Fumiko passam a noite juntos.
No dia seguinte, Kikuji tenta ligar para Fumiko em seu trabalho, mas ela não apareceu. Ele vai vê-la em seu novo apartamento, onde é informado de que ela anunciou que sairia de férias com um amigo. Kikuji especula se Fumiko cometeu suicídio como sua mãe.

## Título
Senbazuru é traduzido literalmente como "mil tsurus", ou mais especificamente "mil grous". Tsuru é uma palavra japonesa que significa a família de aves dos grous, mas é mais frequentimente utilizada para se referir ao grou-da-manchúria em específico.
Tsuru (Grou-da-manchúria) é uma ave considerada símbolo de sorte, amor, longevidade, fidelidade e poder de cura na cultura japonesa e asiática em geral. 
Também pode se referir a um dos origamis mais tradicionais da cultura japonesa. Os japoneses acreditavam que dobrar mil tsurus de papel para um paciente poderia ajudar em sua recuperação. Também é dito que um desejo é realizado para mil pássaros dobrados, um para cada ano de vida da ave na mitologia japonesa. Atualmente, essa prática de dobrar mil tsurus simboliza esperança em tempos difíceis.

## Personagens
- Kikuji, o protagonista
- Chikako Kurimoto, ex-amante do pai de Kikuji
- Senhora Ota, uma ex-amante do pai de Kikuji
- Fumiko, filha da senhora Ota
- Yukiko Inamura, aluna da senhorita Kurimoto

## Temas
Em sua crítica de 2015 para o The Japan Times, Stephen Mansfield destacou a "linda linguagem, a sexualidade obsessiva e o desprezo da época" do romance, e a repetida justaposição do "feio e venal" com imagens de beleza, chamando-o de "um trabalho impregnado de com solidão e desorientação pelo fracasso da arte, da literatura e até da cerimônia do chá em criar um mundo mais ideal". Boyd Tonkin em The Independent encontrou "paixões caóticas" em ação por trás de "uma superfície lírica e discreta", com os rituais e vasos da cerimônia do chá encenando simbolicamente "a culpa, a dor e o desejo" dos protagonistas.
Em sua análise de Mil Tsurus, David Pollack traçou paralelos entre Kawabata e a escritora francesa Marguerite Duras, encontrando "um senso semelhante de destinos predestinados, de realidades oníricas e incipientes, de resignação lírica a algum destino cada vez mais invasivo em termos do qual a vida [...] parece assumir seu significado mais importante". Comentando sobre a personagem da senhorita Kurimoto, ele vê a cerimônia do chá em suas mãos ter se tornado "pervertida e grotesca" e "um ritual de poder e vingança". Para Pollack, o retrato completamente negativo da senhora Kurimoto é um sinal do antagonismo de Kawabata e da maioria dos escritores japoneses masculinos à ideia de "uma mulher com interesses 'masculinos' e a vontade e capacidade de agir sobre eles".
O próprio Kawabata rejeitou a ideia de ver seu romance como "uma evocação da beleza formal e espiritual da cerimônia do chá", explicando que era "uma obra negativa, e expressão de dúvida e advertência contra a vulgaridade em que a cerimônia do chá tem caído".

## Adaptações
Mil Tsurus foi adaptado em um filme de longa-metragem em 1953 por Kōzaburō Yoshimura e em 1969 por Yasuzo Masumura.

## Prêmios
Mil Tsurus é um dos três romances citados pelo Comitê do Nobel ao conceder a Yasunari Kawabata o Prêmio Nobel de Literatura de 1968, sendo os outros dois O País das Neves e Kyoto. O romance foi selecionado para tradução e inclusão na Coleção de Obras Representativas da UNESCO.